# Lord Mayor's Show

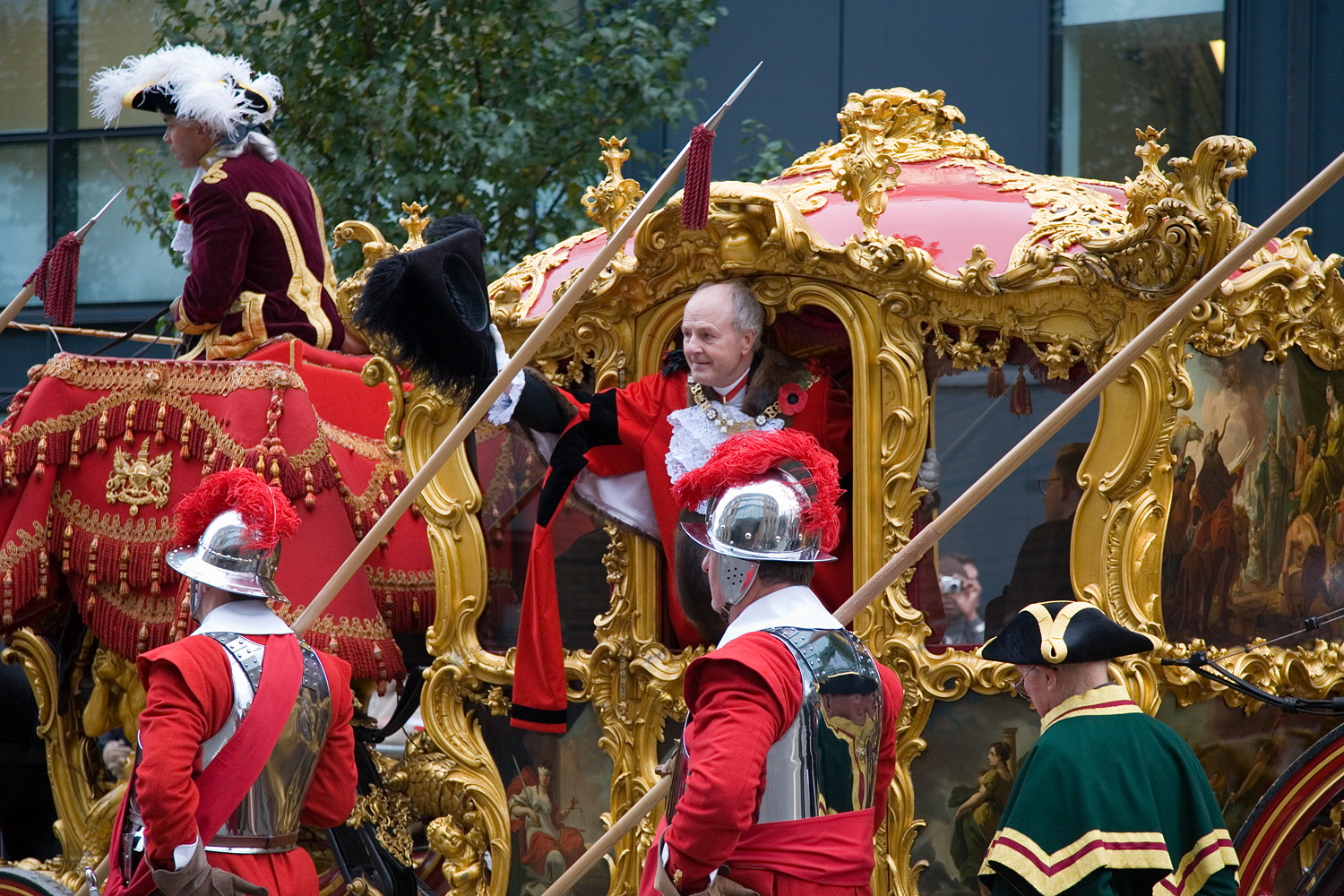
Sir John Stuttard, ex Lord sindaco di Londra, al « Lord Mayor's Show » nel 2006.

Il Lord Mayor's Show è uno dei più antichi e conosciuti eventi annuali che si svolgono a Londra. Esso si svolge dal 1535. il Lord Mayor in questione è il Lord sindaco della città di Londra, il centro storico di Londra che è ora sede del distretto finanziario conosciuto anche gergalmente come Square Mile (miglio quadrato).
Il nuovo Lord Mayor viene investito ogni anno con una parata pubblica, a significare che questo ruolo è fra gli incarichi più importanti d'Inghilterra. Il Lord sindaco di Londra ha un ruolo amministrativo nello Square Mile, mentre il Mayor of London è una diversa autorità che è a capo della Greater London Authority.
L'evento è una parata stradale che, nella sua forma moderna, è una combinazione fra una rievocazione di pompa britannica e alcuni elementi di carnevale. Il giorno successivo a quello dell'insediamento, il Lord Mayor e numerosi altri partecipanti, si recano in corteo all'Alta Corte di Giustizia (Royal Courts of Justice) nella Westminster, dove il Lord Mayor giura fedeltà alla Corona.
L'evento è stato annullato due volte: nel 1852 a causa del funerale del primo duca di Wellington, e nel 2020 a causa della pandemia di coronavirus.

## Date del Lord Mayor's Show
Originariamente, la manifestazione si svolgeva tutti gli anni il 29 ottobre. Nel 1751, la Gran Bretagna sostituì il calendario Giuliano con quello Gregoriano e da quella data la manifestazione venne spostata al 9 novembre. Nel 1959 venne realizzato un altro cambiamento; esso non si tiene più in una data fissa ma il secondo sabato di novembre.

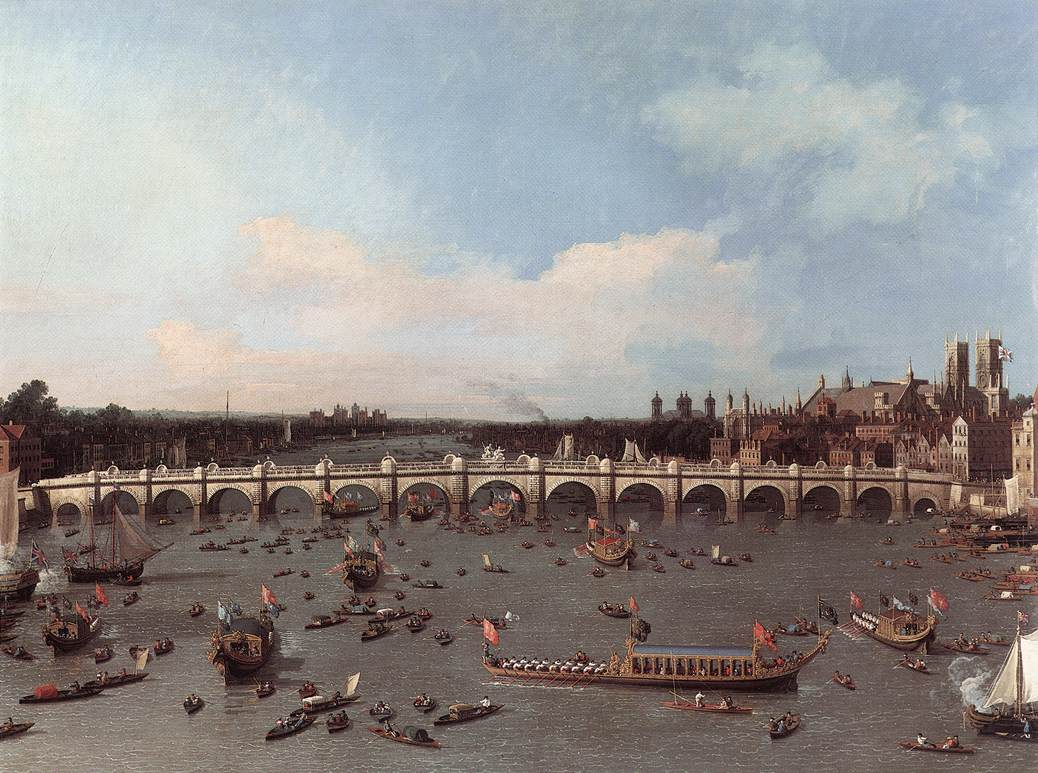
Nel 1747, il Lord sindaco andò nella città di Westminster su di un natante lungo il corso del Tamigi.

Anticamente il percorso veniva variato tutti gli anni in quanto il corteo, per tradizione, passava davanti all'abitazione del Lord Mayor. Dal 1952, il tragitto è fisso e non passa più per la casa del Lord Mayor. Un tempo egli raggiungeva calvalcando la riva del Tamigi, in base alla strada scelta.
Dopo che il Lord sindaco Sir Gilbert Heathcote trovò occupato il posto sull'imbarcazione da parte di una ragazza ubriaca, nel 1710, venne deciso di usare una carrozza di stato.

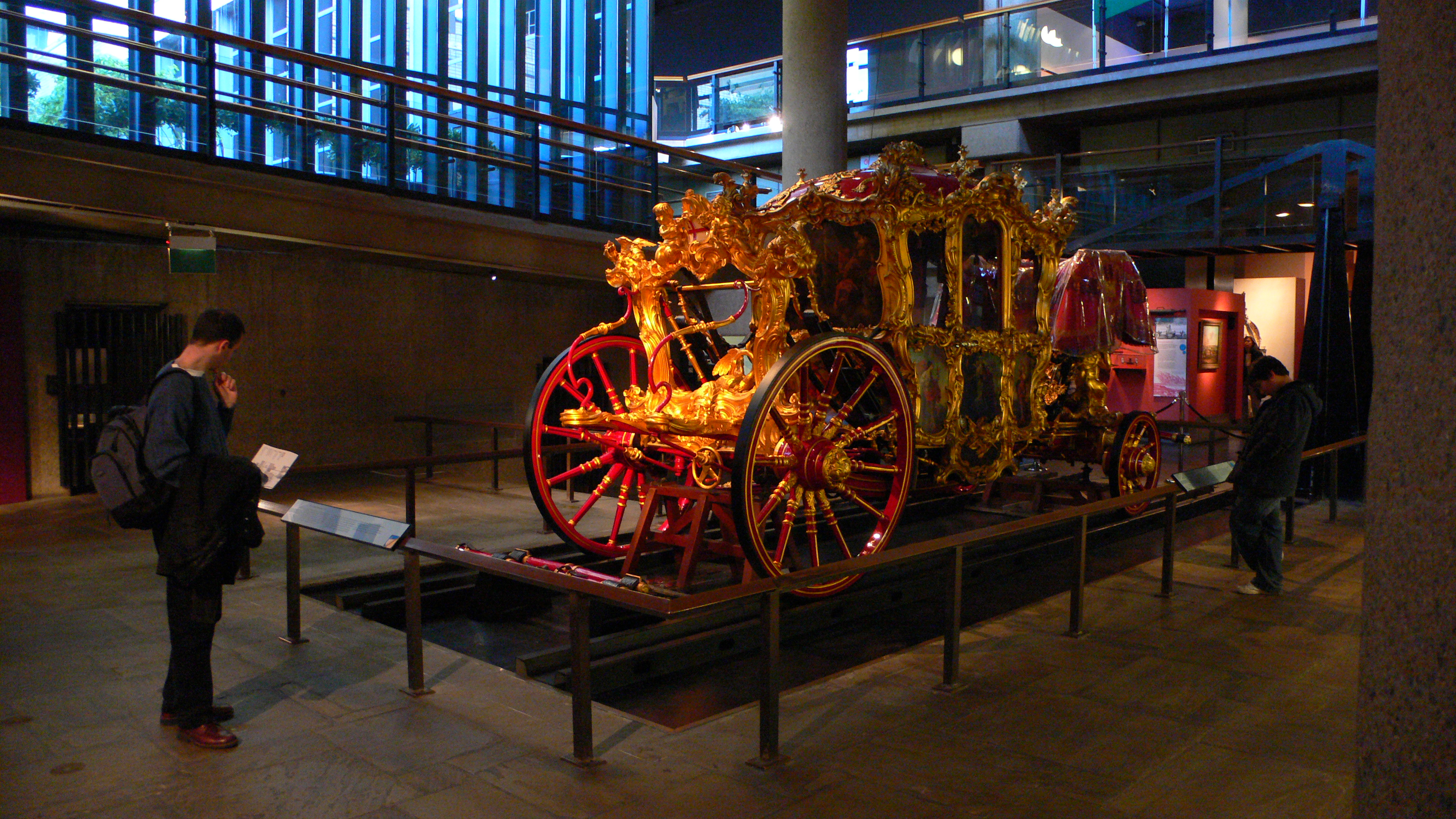
La carrozza per il « Lord Mayor's Show », esposta nel museo di Londra.

Ora il Lord sindaco viaggia su una carrozza di Stato dipinta da Cipriani, che ha dipinto anche la « Gold State Coach » usata dalla Regina Elisabetta. La carrozza è stata costruita nel 1757 ed è trainata da sei cavalli, soltanto due in meno di quelli che trainano la carrozza della regina. Prima del 1953, la carrozza non era dotata di freni.
Durante il tragitto, il Lord Mayor sosta alla cattedrale di San Paolo per ricevere la benedizione sui gradini della cattedrale. All'arrivo alle Royal Courts of Justice a Westminster, giura fedeltà alla Corona. Al ritorno il corteo si riforma ad Aldwych, all'esterno della London School of Economics scendendo poi verso il fiume prima di raggiungere Temple Place. Al suo ritorno alla Mansion House, i membri della corporazione della Città di Londra gli danno il benvenuto.
La parata ha inizio intorno alle undici del mattino e termina intorno alle due e mezza del pomeriggio. Essa si sviluppa su una distanza di circa cinque chilometri. Nel pomeriggio si svolge uno spettacolo di fuochi pirotecnici.